# 昌宁县 (北魏)
昌宁县，中国古县名。在今山西省乡宁县境。
汉朝时，为临汾县地。南北朝时，北魏分置太平县，又分太平县置昌宁县，属内阳郡。境内有壶口山，崿山。隋朝开皇初年郡废。大业三年（607年），实行郡制，改汾州为文城郡，昌宁县属之。唐朝时，属南汾州、慈州、文城郡。五代十国时，后唐废。